# Tachydromia apterygon
Tachydromia apterygon är en tvåvingeart som beskrevs av Adrian R.Plant och Deeming 2006. Tachydromia apterygon ingår i släktet Tachydromia och familjen puckeldansflugor.
Artens utbredningsområde är Italien. Inga underarter finns listade i Catalogue of Life.